# Maorineta
Maorineta là một chi nhện trong họ Linyphiidae.

## Các loài
Các loài trong chi này gồm:
- Maorineta acerba Millidge, 1988
- Maorineta ambigua Millidge, 1991
- Maorineta gentilis Millidge, 1988
- Maorineta minor Millidge, 1988
- Maorineta mollis Millidge, 1988
- Maorineta sulcata Millidge, 1988
- Maorineta tibialis Millidge, 1988
- Maorineta tumida Millidge, 1988